# Máy vi tính

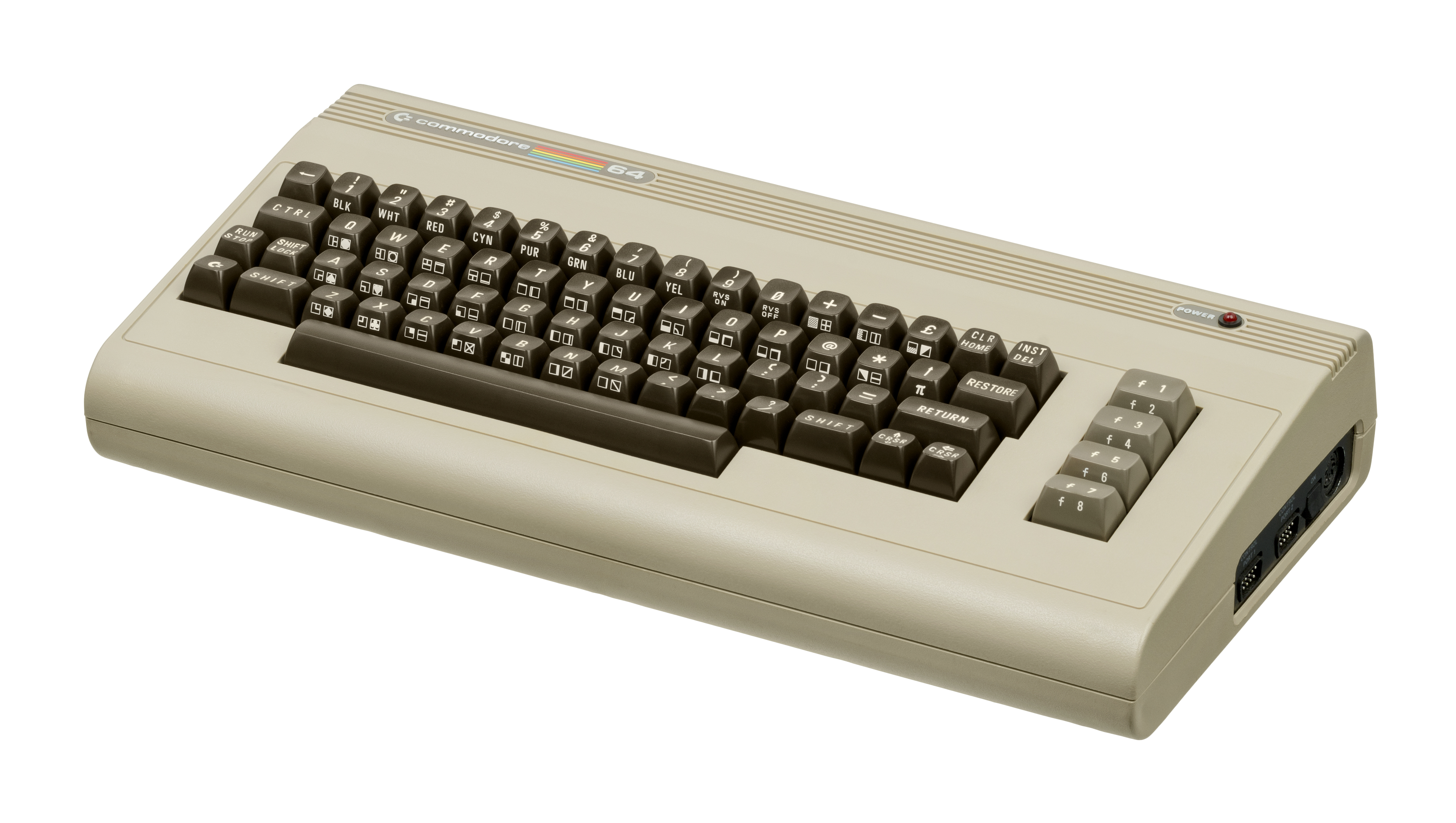
Commodore 64 là một trong những máy vi tính phổ biến nhất trong thời đại của nó, và là model máy tính gia đình bán chạy nhất mọi thời đại.

Một máy vi tính (microcomputer) là một máy tính tương đối rẻ tiền và nhỏ với một bộ vi xử lý đóng vai trò đơn vị xử lý trung tâm (CPU). Nó bao gồm một bộ vi xử lý, bộ nhớ và mạch đầu vào/đầu ra (I/O) tối thiểu được gắn trên một bảng mạch in đơn (PCB). Máy vi tính trở nên phổ biến vào những năm 1970 và 1980 với sự ra đời của các bộ vi xử lý ngày càng mạnh mẽ. Tiền thân của các máy tính này là các máy tính lớn và máy tính mini, vốn tương đối lớn hơn và đắt tiền hơn (mặc dù các máy tính lớn thực sự ngày nay như máy IBM System z sử dụng một hoặc nhiều bộ vi xử lý tùy chỉnh làm CPU của chúng). Nhiều máy vi tính (khi được trang bị bàn phím và màn hình cho đầu vào và đầu ra) cũng là máy tính cá nhân (theo nghĩa chung).
Từ viết tắt micro là phổ biến trong những năm 1970 và 1980, nhưng hiện đã không còn được sử dụng phổ biến như trước.

## Miêu tả
Màn hình, bàn phím và các thiết bị khác cho đầu vào và đầu ra có thể được tích hợp hoặc tách rời. Bộ nhớ máy tính ở dạng RAM và ít nhất một thiết bị lưu trữ bộ nhớ ít biến động khác thường được kết hợp với CPU trên một bus hệ thống trong một đơn vị. Các thiết bị khác tạo nên một hệ thống máy vi tính hoàn chỉnh bao gồm pin, bộ cấp nguồn, bàn phím và các thiết bị đầu vào / đầu ra khác nhau được sử dụng để truyền thông tin đến và từ người vận hành (máy in, màn hình, thiết bị giao diện người). Máy vi tính được thiết kế để chỉ phục vụ một người dùng tại một thời điểm, mặc dù chúng thường có thể được sửa đổi bằng phần mềm hoặc phần cứng để phục vụ đồng thời nhiều hơn một người dùng. Máy vi tính phù hợp tốt trên hoặc dưới bàn hoặc bàn, để chúng dễ dàng truy cập của người dùng. Các máy tính lớn hơn như máy tính mini, máy tính lớn và siêu máy tính chiếm các tủ lớn hoặc thậm chí là phòng chuyên dụng.
Một máy vi tính được trang bị ít nhất một loại lưu trữ dữ liệu, thường là RAM. Mặc dù một số máy vi tính (đặc biệt là micrô gia đình 8 bit đầu tiên) thực hiện các tác vụ chỉ sử dụng RAM, một số hình thức lưu trữ thứ cấp thường được mong muốn. Trong những ngày đầu của micro gia đình, đây thường là một băng cassette dữ liệu (trong nhiều trường hợp là một đơn vị bên ngoài). Sau đó, bộ lưu trữ thứ cấp (đặc biệt ở dạng đĩa mềm và ổ đĩa cứng) đã được tích hợp vào vỏ máy vi tính.

## Lịch sử

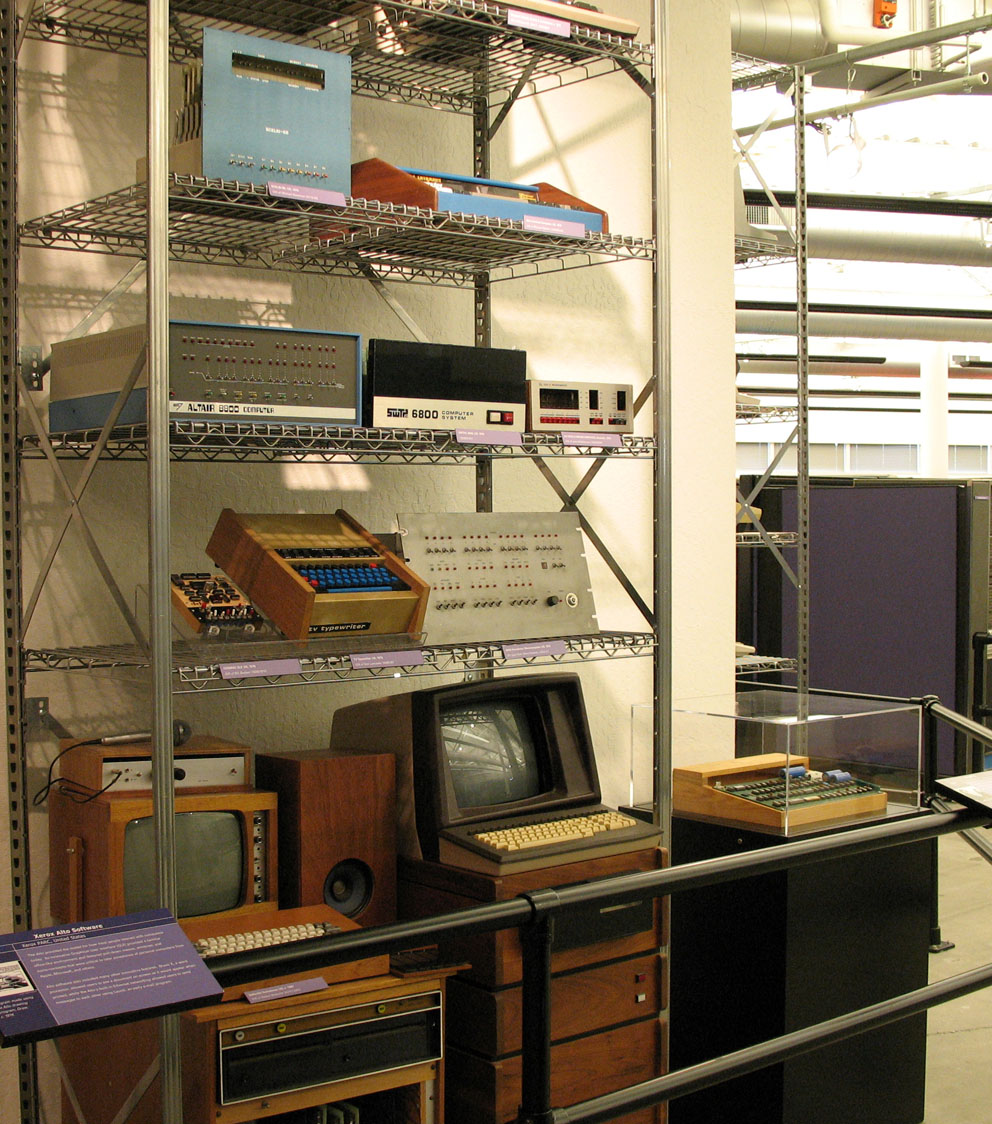
Một bộ sưu tập các máy vi tính đời đầu, bao gồm Công nghệ xử lý SOL-20 (kệ trên cùng, bên phải), MITS Altair 8800 (kệ thứ hai, bên trái), Máy đánh chữ TV (kệ thứ ba, ở giữa) và Apple I trong vỏ máy bên phải xa nhất.

### TTL
Mặc dù chúng không chứa bất kỳ bộ vi xử lý nào, nhưng được chế tạo dựa trên logic bóng bán dẫn (TTL), máy tính Hewlett-Packard cho đến tận năm 1968 có nhiều mức độ lập trình khác nhau so với máy vi tính. HP 9100B (1968) có các câu lệnh (if) thô sơ, số dòng lệnh, câu lệnh nhảy (đi đến), các thanh ghi có thể được sử dụng làm biến số và chương trình con nguyên thủy. Ngôn ngữ lập trình giống với hợp ngữ theo nhiều cách. Các mô hình sau này tăng thêm nhiều tính năng hơn, bao gồm ngôn ngữ lập trình BASIC (HP 9830A năm 1971). Một số mô hình có lưu trữ băng và máy in nhỏ. Tuy nhiên, màn hình được giới hạn ở một dòng tại một thời điểm. HP 9100A được gọi là máy tính cá nhân trong một quảng cáo trên tạp chí Khoa học năm 1968, nhưng quảng cáo đó đã nhanh chóng bị loại bỏ. HP không muốn bán chúng dưới dạng "máy tính" (computer) bởi vì nhận thức tại thời điểm đó là một máy tính phải có kích thước lớn để trở nên mạnh mẽ, và do đó quyết định bán chúng dưới dạng máy tính calculator. Ngoài ra, tại thời điểm đó, mọi người có nhiều khả năng mua calculator hơn là mua máy tính (computer) và, các đại lý mua hàng cũng thích thuật ngữ "calculator" hơn vì mua "computer" cần có thêm các tầng phê duyệt thẩm quyền mua.
Datapoint 2200, được sản xuất bởi CTC vào năm 1970, cũng có thể so sánh với các máy vi tính. Mặc dù không chứa bộ vi xử lý, bộ hướng dẫn của bộ xử lý TTL tùy chỉnh của nó là cơ sở của bộ hướng dẫn cho Intel 8008 và vì mục đích thực tế, hệ thống hoạt động như thể chứa 8008. Điều này là do Intel là nhà thầu phụ trách về việc phát triển CPU của Datapoint, nhưng cuối cùng CTC đã từ chối thiết kế 8008 vì nó cần 20 chip hỗ trợ.
Một hệ thống ban đầu khác, Kenbak-1, được phát hành vào năm 1971. Giống như Datapoint 2200, nó đã sử dụng logic bóng bán dẫn transitor tích hợp quy mô nhỏ thay vì bộ vi xử lý. Nó được bán trên thị trường như một công cụ giáo dục và đồ giải trí, nhưng nó không phải là một thành công thương mại; sản phẩm này ngừng sản xuất ngay sau khi giới thiệu.

### Máy vi tính ban đầu
Cuối năm 1972, một nhóm người Pháp do François Gernelle đứng đầu trong một công ty nhỏ, Réalisations & Etudes Electroniqes (R2E), đã phát triển và cấp bằng sáng chế cho một máy tính dựa trên bộ vi xử lý - bộ vi xử lý 8 bit Intel 8008. Micral-N này đã được bán trên thị trường vào đầu năm 1973 dưới dạng "Micro-ordinationur" hoặc máy vi tính, chủ yếu dành cho các ứng dụng khoa học và kiểm soát quá trình. Khoảng một trăm Micral-N đã được cài đặt trong hai năm tới, tiếp theo là phiên bản mới dựa trên Intel 8080. Trong khi đó, một nhóm người Pháp khác đã phát triển Alvan, một máy tính nhỏ để tự động hóa văn phòng tìm thấy khách hàng trong các ngân hàng và các lĩnh vực khác. Phiên bản đầu tiên dựa trên chip LSI với Intel 8008 làm bộ điều khiển ngoại vi (bàn phím, màn hình và máy in), trước khi sử dụng Zilog Z80 làm bộ xử lý chính.
Cuối năm 1972, một nhóm nghiên cứu của Đại học bang Sacramento do Bill Pentz đứng đầu đã chế tạo máy tính Sac State 8008, có thể xử lý hàng ngàn hồ sơ y tế của bệnh nhân. Sac State 8008 được thiết kế với Intel 8008. Nó có đầy đủ các thành phần phần cứng và phần mềm: một hệ điều hành đĩa bao gồm một loạt chip nhớ chỉ đọc có thể lập trình (PROM); 8 Kilobyte RAM; Basic Assembly Language của IBM (BAL); một ổ cứng; một màn hình màu; một đầu ra máy in; giao diện nối tiếp 150 bit/s để kết nối với máy tính lớn; và thậm chí bảng điều khiển phía trước máy vi tính đầu tiên trên thế giới.
Hầu như tất cả các máy vi tính ban đầu về cơ bản là các hộp có đèn và công tắc; người ta phải đọc và hiểu số nhị phân và ngôn ngữ máy để lập trình và sử dụng chúng (Datapoint 2200 là một ngoại lệ nổi bật, mang thiết kế hiện đại dựa trên màn hình, bàn phím và băng và ổ đĩa). Trong số các "máy vi tính" loại máy vi tính đầu tiên, MITS Altair 8800 (1975) được cho là nổi tiếng nhất. Hầu hết các máy vi tính đơn giản, ban đầu này được bán dưới dạng bộ dụng cụ điện tử đầy túi linh kiện lỏng lẻo mà người mua phải hàn lại với nhau trước khi hệ thống có thể được sử dụng. 

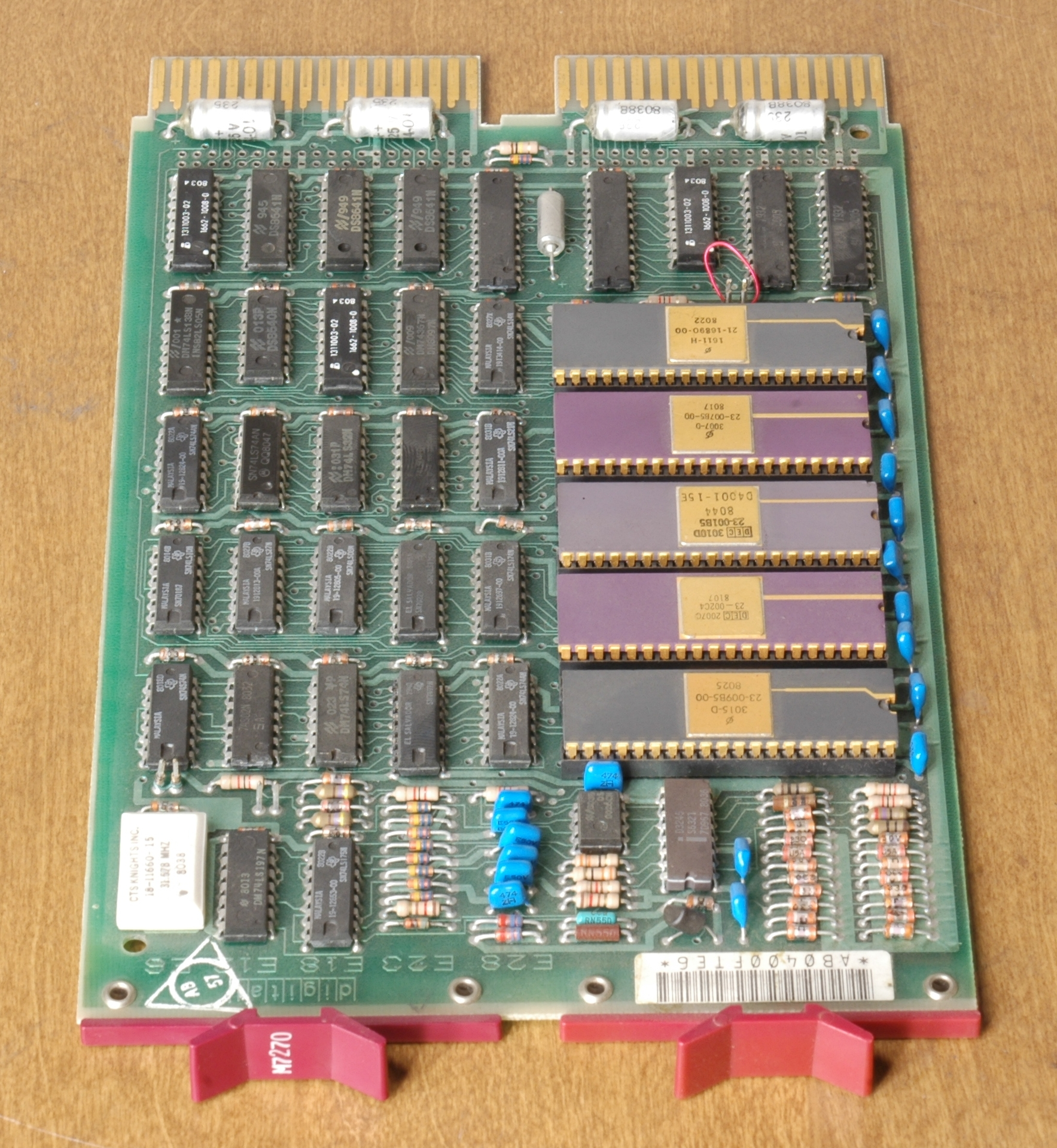
Mô-đun máy vi tính LSI-11/2

Khoảng thời gian từ khoảng năm 1971 đến 1976 đôi khi được gọi là thế hệ máy vi tính đầu tiên. Nhiều công ty như DEC, National Semiconductor, Texas Instruments  đã cung cấp máy vi tính của họ để sử dụng trong điều khiển thiết bị đầu cuối, điều khiển giao diện thiết bị ngoại vi và điều khiển máy công nghiệp. Ngoài ra còn có máy móc để phát triển kỹ thuật và sử dụng cá nhân sở thích. Năm 1975, Công nghệ Bộ xử lý SOL-20 được thiết kế, bao gồm một bảng bao gồm tất cả các bộ phận của hệ thống máy tính. SOL-20 có phần mềm EPROM tích hợp giúp loại bỏ sự cần thiết của các hàng công tắc và đèn. MITS Altair vừa đề cập đã đóng một vai trò công cụ trong việc khơi dậy mối quan tâm sở thích đáng kể, cuối cùng nó đã dẫn đến sự thành lập và thành công của nhiều công ty phần cứng và phần mềm máy tính cá nhân nổi tiếng, như Microsoft và Apple Computer. Mặc dù bản thân Altair chỉ là một thành công thương mại nhẹ, nhưng nó đã giúp châm ngòi cho một ngành công nghiệp khổng lồ.

### Máy tính gia đình
Đến năm 1977, sự ra đời của thế hệ thứ hai, được gọi là máy tính gia đình, khiến máy vi tính dễ sử dụng hơn đáng kể so với người tiền nhiệm vì hoạt động của người tiền nhiệm thường đòi hỏi phải làm quen hoàn toàn với thiết bị điện tử thực tế. Khả năng kết nối với màn hình (màn hình) hoặc TV cho phép thao tác trực quan văn bản và số. Ngôn ngữ BASIC, dễ học và dễ sử dụng hơn ngôn ngữ máy thô sơ, đã trở thành một tính năng tiêu chuẩn. Những tính năng này đã phổ biến trong các máy tính mini, trong đó nhiều người có sở thích đã quen thuộc với tính năng này.
Năm 1979, sau sự ra mắt của bảng tính VisiCalc (ban đầu cho các máy tính Apple II) lần đầu tiên biến máy vi tính từ một sở thích của những người đam mê máy tính thành một công cụ kinh doanh. Sau khi IBM PC của IBM phát hành năm 1981, thuật ngữ máy tính cá nhân thường được sử dụng cho các máy vi tính tương thích với kiến trúc PC của IBM (máy tính tương thích với PC).